# Emil Geistlich
Emil Geistlich (13. října 1870 Karlín – 7. července 1922 Baška) byl český typograf, podnikatel a spisovatel zakladatel přímořského letoviska ve městě Baška na ostrově Krk v pozdějším Chorvatsku. Svou zdejší podnikatelskou činností předznamenal českou přímořskou turistiku na chorvatském Jadranu. 

## Život

### Mládí a profese tiskaře
Narodil se jako Emil František Geistlich v Karlíně, na tehdejším východním předměstí Prahy, do rodiny Pavla Geistlicha a Anny, rozené Drbohlavové. Otec byl válečným invalidou, později pracoval jako hlídače pomníku pruského polního maršála Kurta von Schwerina na vojenském hřbitově ve Štěrboholích u Prahy. Emil začal pracovat jako tiskař a typograf, posléze se vypracoval se na ředitele tiskárny Politika v Praze, vydávající mj. deník Národní politika a sídlící ve vlastní budově na pražském Václavském náměstí. Byl mj. aktivním členem Sokola. 

### V Chorvatsku

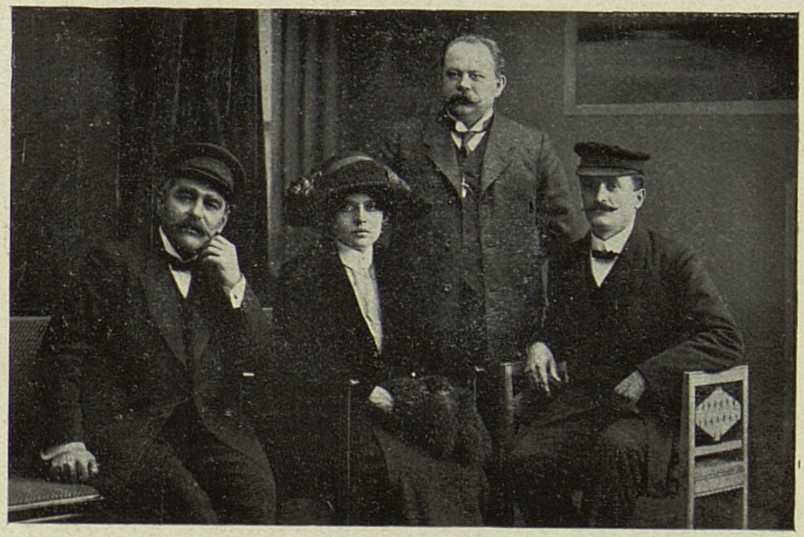
Činovníci českých mořských lázní Baška, zleva: Gradič, MUDr. Zdeňka Čermáková, Emil Geistlich, Ante Tudor (Světozor, 1912)

V srpnu 1909 se s dcerou Annou vydal k moři do letoviska Baška na ostrově Krk, kde se seznámil se skupinou místních podnikatelů v čele s hoteliérem Ante Tudorem, kteří tu o rok dříve založili lázeňské družstvo. Vzhledem k dosavadním neúspěchům družstva (v Bašce neměli zájem o německé ani o italské hosty), s nimi Geistlich uzavřel dohodu, na základě které se zavázal pro družstvo se pro něj pokusí získat kapitál a klientelu v Praze. V Čechách pak začal pořádat přednášky o chorvatském přímoří, na nichž mu při projekcích asistoval i průkopník české kinematografie Viktor Ponrepo. Roku 1910 pak v Bašce oteřel vlastní restauraci s českou kuchyní a pivem. Pro lázně získal i českou lékařku, jednu z prvních absolventek pražské lékařské fakulty, Zdeňku Čermákovou. Roku 1911 zde pak vybudoval hotel Baška, postavený českými autory, stavitelem Janouškem a Matějem Blechou podle projektu Emila Králíčka. O provoz restaurace a hotelu pečovala Geistlichova manželka Anna, Geistlich současně nadále podnikal v Praze.

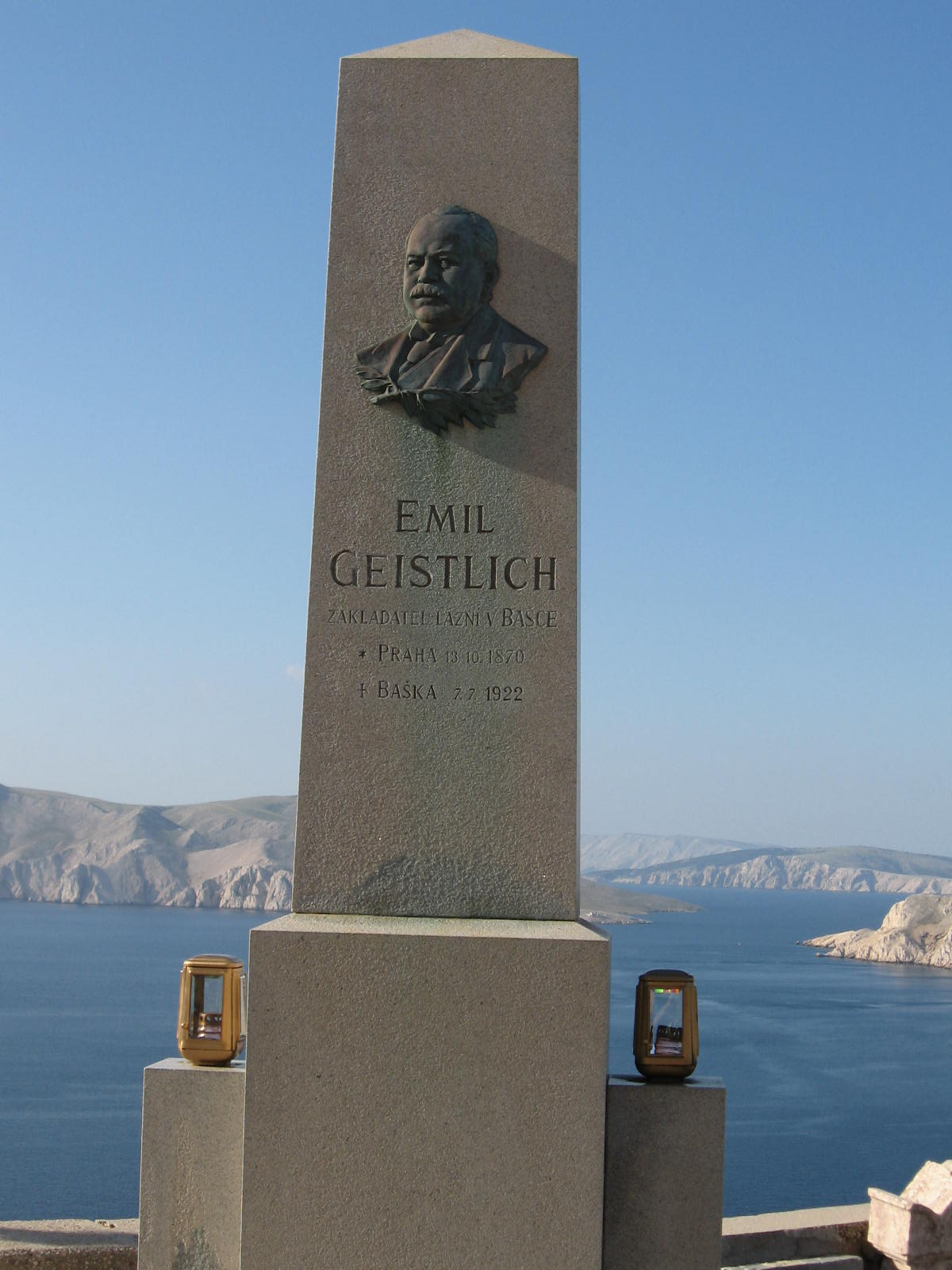
Geistlichův náhrobek na hřbitově v Bašce

Již 1911 do Bašky přijelo několik set českých návštěvníků. Letovisko bylo nadále programově budováno jako národní, dostupné i pro střední třídu, cíleně se vymezující zejména proti letovisku v Opatiji, které navštěvovala primárně německá klientela. Lázeňský podnik byl posléze přeměněn ve společnost Chorvatsko-české mořské lázně Baška. Během první světové války zde byl provoz přerušen, Bašku následně během války vyplenilo italské vojsko. Geistlich však budovy zrenovoval a provoz hotelu roku 1921 obnovil. 
Byl autorem literatury o Istrii a též odborné literatury z oboru knihtiskařství.

### Úmrtí
Emil Heistlich zemřel 7. července 1922 v Bašce ve věku 51 let na zápal plic. Pohřben byl na hřbitově u kostela sv. Jana v Bašce, náhrobek zdobí plastika s jeho podobiznou od sochaře Karla Babky. 
Anna Geistichová hotel provozovala až do začátku druhé světové války, de iure pak až do znárodnění v roce 1948. Zdeňka Čermáková pak žia a pracovala v Bašce až do své smrti v roce 1968.
V Bašce byla po Emilu Geistlichovi pojmenována ulice. V přístavu byla pak roku 1928 umístěna jeho busta.